# LHFPL3
LHFPL3 (англ. LHFPL tetraspan subfamily member 3) – білок, який кодується однойменним геном, розташованим у людей на 7-й хромосомі. Довжина поліпептидного ланцюга білка становить 236 амінокислот, а молекулярна маса — 25 769.
| 10         |  | 20         |  | 30         |  | 40         |  | 50         |
| ---------- |  | ---------- |  | ---------- |  | ---------- |  | ---------- |
| MPGAAAAAAA |  | AAAAMLPAQE |  | AAKLYHTNYV |  | RNSRAIGVLW |  | AIFTICFAIV |
| NVVCFIQPYW |  | IGDGVDTPQA |  | GYFGLFHYCI |  | GNGFSRELTC |  | RGSFTDFSTL |
| PSGAFKAASF |  | FIGLSMMLII |  | ACIICFTLFF |  | FCNTATVYKI |  | CAWMQLTSAA |
| CLVLGCMIFP |  | DGWDSDEVKR |  | MCGEKTDKYT |  | LGACSVRWAY |  | ILAIIGILDA |
| LILSFLAFVL |  | GNRQDSLMAE |  | ELKAENKVLL |  | SQYSLE     |  |            |

A: Аланін

C: Цистеїн

D: Аспарагінова кислота

E: Глутамінова кислота

F: Фенілаланін

G: Гліцин

H: Гістидин

I: Ізолейцин

K: Лізин

L: Лейцин

M: Метіонін

N: Аспарагін

P: Пролін

Q: Глутамін

R: Аргінін

S: Серин

T: Треонін

V: Валін

W: Триптофан

Локалізований у мембрані.